# Jack Ong
Pour les articles homonymes, voir Ong.
Jack Ong est un acteur américain né le 6 novembre 1940 à Mesa en Arizona et mort le 12 juin 2017 à Castle Rock (Colorado).

## Filmographie

### Cinéma
- 1974 : When the North Wind Blows : Alex
- 1988 : Et si on le gardait ? : Révérend Kim
- 1988 : Mac et moi : le deuxième technicien
- 1989 : Le Triangle de Fer (The Iron Triangle) d'Eric Weston : Shen
- 1990 : China Cry: A True Story : le responsable du télégraphe
- 1992 : I Don't Buy Kisses Anymore de Robert Marcarelli : le responsable du Bowling
- 1994 : Une maison de fous : M. Won Lung
- 1996 : Cannes Man : le ministre
- 1996 : Hindsight' : Ricardo
- 1997 : The Magic Pearl
- 1997 : First Daughter : le grand-père
- 2000 : Leprechaun 5 : La Malédiction : Chow Yung Pi
- 2000 : Teacher's Pet : le chauffeur
- 2000 : Aniki, mon frère : le patron chinois
- 2002 : The Last Place on Earth : membre du groupe de soutien
- 2002 : Bokshu the Myth : Lama
- 2003 : Lady Killers : M. Woo
- 2004 : Gamebox 1.0 : le médecin
- 2004 : Hold the Rice : Ling Woo
- 2005 : Game Over : le médecin
- 2006 : Art School Confidential : Professeur Okamura
- 2006 : Les Mots d'Akeelah : l'épicier coréen
- 2007 : Next : le coréen
- 2008 : Laundromat : Bob
- 2008 : House of Wong : l'oncle
- 2010 : Little Candy Hearts : Leo
- 2011 : Journey of a Paper Son : Jin

### Télévision
- 1982 : Marco Polo : Voix additionnelles
- 1983 : Gun Shy : le dirigeant chinois (1 épisode)
- 1987 : Rick Hunter : le ministre (1 épisode)
- 1990 : Last Flight Out
- 1990 : Good Grief : la personne en deuil (1 épisode)
- 1990 : La loi est la loi : le propriétaire (1 épisode)
- 1993 : Des jours et des vies : Dr Wu (1 épisode)
- 1993-1995 : Génération musique (California Dreams) : M. Woo (2 épisodes)
- 1994 : Ultraman: The Ultimate Hero (1 épisode)
- 1994 : New York Café : le serveur (1 épisode)
- 1995 : Legend : la célébrité invitée (1 épisode)
- 1995 : Chicago Hope: La Vie à tout prix : M. Chen (1 épisode)
- 1995 : Hope and Gloria : Paul (2 épisodes)
- 1995 : If Not for You : Wu (1 épisodes)
- 1996 : MADtv : Maitre'd (1 épisode)
- 1996 : Pacific Blue : Park (1 épisode)
- 1996 : Life with Roger : la célébrité invitée (1 épisode)
- 1996 : Night Stand : Hiroshima (1 épisode)
- 1997 : Beverly Hills 90210 : le propriétaire du magasin (1 épisode)
- 1997 : À la une : M. Lu (1 épisode)
- 1998 : Friends : le vieux scientifique (1 épisode)
- 1998 : Les Simpson : le pêcheur chinois (1 épisode : Les Petits Sauvages)
- 1998 : Les Anges du bonheur : le responsable de l'hôtel (2 épisodes)
- 1999 : Le Flic de Shanghaï : Liao Ping-Bin (1 épisode)
- 1999 : Dharma et Greg : Teddy (1 épisode)
- 1999-2001 : V.I.P. : Simon Wing et Lu-Shan (2 épisodes)
- 2000 : The Hoop Life : Wellington Po (1 épisode)
- 2001 : Mariage mortel : le docteur de Tallahassee
- 2001 : The Bernie Mac Show (1 épisode)
- 2002 : Une famille presque parfaite : l'homme (1 épisode)
- 2005 : Out of Practice : Joe (1 épisode)
- 2006 : La Vie de palace de Zack et Cody : le chinois (1 épisode)
- 2006 : Thief : Dr Wu (1 épisode)
- 2006 : Huff : Jung (1 épisode)
- 2007 : Urgences : M. Wang (1 épisode)
- 2009 : Cold Case : Affaires classées : Joe Sung en 2009 (1 épisode)
- 2011-2012 : Hôpital central : M. Yi (6 épisodes)

### Jeu vidéo
- 2005 : NARC : plusieurs personnages
- 2011 : L.A. Noire : le dixième piéton